# Chantals Pyjama Party (concertreeks)
Chantals Pyjama Party is een Nederlandse concertreeks die voor het eerst in november 2019 plaatsvond. De concertreeks wordt georganiseerd door RTL Live Entertainment en wordt gepresenteerd door Chantal Janzen, aan wie het concert de titel ontleent.

## Achtergrond
In mei 2019 kondigde Janzen haar gelijknamige televisieprogramma Chantals Pyjama Party aan waarin ze elke aflevering bij twee bekende Nederlanders slaapt en een pyjamafeestje geeft. Een paar dagen later kondigde Janzen het gelijknamig concert aan dat gehouden zou worden in het Ziggo Dome. Janzen kwam op het idee tijdens de productie van het televisieprogramma.
Wegens een succesvolle voorverkoop van de kaarten werd twee maanden na de aankondiging een extra concert eraan toegevoegd.
Tijdens het concertreeks ontvangt Janzen net als in het televisieprogramma diverse bekende Nederlanders, deze komen tijdens het concertreeks optreden. Niet alle artiesten die tijdens het concertreeks komen staan bekend om het zingen, zo was tijdens de eerste editie ook Tony Junior aanwezig met een dj-optreden, Victor Mids gaf een show met diverse illusies en Tijl Beckand zorgde voor stand-upcomedy. Zowel de artiesten als de bezoekers werden verzocht in hun pyjama te komen.
In mei 2021 werd bekend dat mede door het succes van de eerste editie het zijn terugkeer verwacht in 2022. De tweede reeks vond plaats op 28 en 29 oktober 2022. De derde reeks van het concert heeft plaatsgevonden op 6 en 7 oktober 2023.

## Artiesten

### Editie 1 (2019)
- Chantal Janzen
- Tijl Beckand
- Jamai Loman
- Glennis Grace
- Lil' Kleine
- Maan
- Tony Junior
- Wibi Soerjadi
- Famke Louise
- Corry Konings
- Victor Mids
- K3 (verrassingsact)

### Editie 2 (2022)
- Chantal Janzen
- Tijl Beckand
- Jamai Loman
- Suzan & Freek
- Rolf Sanchez
- Flemming
- Jan Smit
- Kris Kross Amsterdam
- Willeke Alberti
- Vajèn van den Bosch
- Hans Kazàn
- Barry Paf

### Editie 3 (2023)
- Chantal Janzen
- Tijl Beckand (co-host)
- Jamai Loman
- Claude
- Willemijn Verkaik
- Nick Schilder
- Bankzitters
- Anita Meyer
- Donnie
- Roxeanne Hazes
- James Geeratz (verrassingsact - zoon van Janzen)[7]